# 昆仑玉
昆仑玉因出产于昆仑山山脉而得名，主要产于青海省格尔木市西南、青藏铁路、公路沿线200千米的纳赤台及大-中-小灶火等高原丘陵地区，平均海拔4000米以上。
昆仑玉为中国地理标志产品，保护范围为青海省格尔木市现辖行政区域。